# Bodianus pulchellus
Bodianus pulchellus (conocido como loro perro colorado en Venezuela, pez perro de cola amarilla en 	Cuba, vieja lomo negro en México y vieja lomonegro en España) es una especie de pez perciforme de la familia Labridae.

## Morfología
Los machos pueden llegar alcanzar los 28,5 cm de longitud total, pero con frecuencia no sobrepasa los 18 cm

## Hábitat
Arrecifes tropicales; en profundidades comprendidas entre 15 y 120 m, aunque es más común entre 15 y 24 m.

## Distribución geográfica
Se encuentra en el Atlántico occidental (desde Carolina del Sur (Estados Unidos) y Bermuda hasta Honduras y Santa Catarina (Brasil)) y en el Atlántico oriental (Santo Tomé y Príncipe).

### Obras generales
- Eschmeyer, W.N., ed. (1998), Catalog of Fishes (CD), Special Publication of the Center for Biodiversity Research and Information (en inglés), 1-3 (1), San Francisco, California (EUA): California Academy of Sciences, ISBN 9780940228474.
- Fenner, R.M. (2001), The Conscientious Marine Aquarist (en inglés), Neptune City, Nueva Jersey (EUA): T.F.H. Publications, ISBN 9781890087036.
- Helfman, G.; Collette, B.; Facey, D. (1997), The diversity of fishes (en inglés), Malden, Massachusetts (EUA): Blackwell Science, ISBN 9780865422568.
- Hoese, D.F. (1986),  Smith, M.M; Heemstra, P.C., eds., Smiths' sea fishes (en inglés), Berlín (Alemania): Springer-Verlag, ISBN 9783540168515.
- Moyle, P.; Cech, J. (2004), Fishes: An Introduction to Ichthyology (en inglés) (5.ª edición), Upper Saddle River, Nueva Jersey (EUA): Pearson Prentice-Hall, ISBN 9780131008472.
- Nelson, J. (2006), Fishes of the World (en inglés) (4.ª edición), Nueva York (EUA): John Wiley and Sons, ISBN 9780471250319.
- Wheeler, A. (1985) [Primera edición en 1900], The World Encyclopedia of Fishes (en inglés) (2.ª edición), Londres: Macdonald, ISBN 9780356107158.